# 야마데라 코이치
야마데라 고이치(일본어: 山寺 宏一, 1961년 6월 17일 ~ )는 일본의 남성 성우, 배우이다. 미야기현 시오가마시 출신으로 도호쿠가쿠인 대학 경제학부상학과를 졸업하였다. 애칭은 야마쨩 (山ちゃん)이며 소속사는 아크로스 엔터테인먼트이다. 아내는 성우 타나카 리에이다.
일본의 성우 중에서 디즈니 작품을 가장 많이 맡은 것으로 유명하다. 그 대표작으로는 알라딘의 지니, 뮬란의 무슈, 신데렐라의 잭등이 있으며 무엇보다 도널드 덕의 연기는 디즈니 측에서도 크게 호평을 받았다고 한다.윌 스미스, 짐 캐리, 에디 머피의 일본어판 성우를 맡고 있다.
일본의 성우 중에서 디즈니 작품을 가장 많이 맡은 것으로 유명하다. 그 대표작으로는 알라딘의 지니, 뮬란의 무슈, 신데렐라의 잭등이 있으며 무엇보다 도널드 덕의 연기는 디즈니 측에서도 크게 호평을 받았다고 한다.윌 스미스, 짐 캐리, 에디 머피의 일본어판 성우를 맡고 있다.

## 경력
- 1984년 배협양성소(14기)에 입소.
- 1985년 OVA『메가존23』의 나카가와 신지 역으로 성우 데뷔.
- 1986년 도쿄 배우 생활협동조합에 소속.
- 1986년 『보스코 어드벤처』의 오터 역으로 TV애니메이션 첫 레귤러.
- 2008년 4월 아크로스 엔터테인먼트에 이적.

## 수상경력
- 1993년 - 토호쿠신샤｢우수연기상｣
- 2000년 - 제38회갤럭시상장려상（『암호는 용기』 케노 토모미츠 역）
- 2009년 - 제3회 성우어워드 토미야마케이상

## 출연작품
※굵은 글씨는 주역・메인캐릭터.

### TV 애니메이션
1986년
- 보스코 어드벤처 - 오터

1987년
- 가면 닌자 아카카게 - 카라쿠리 토미쿠라, 조슈야
- 머신로보 완승 배틀 해커즈 - 드릴 크래셔
- 붉은 광탄 질리온 - 가독, 마시
- 빅쿠리맨 - 헤이코키
- 시티헌터 - 은여우, 아베, 후카마치
- 에스퍼 마미 - 디렉터

1988년
- 날아라 호빵맨 - 치즈, 카바오군
- 마신영웅전 와타루 - 와타리베 쿠리마
- 명문!제3야구부 - 쿄모토 나오야
- 시티헌터 2 - 라바트, 아나운서
- 초음전사 보그맨 - 더스트 지드, 썬더

1989년
- 기동경찰 패트레이버 - 하이커C
- 란마 1/2, 란마 1/2열투편 - 히비키 료가/P쨩, 주천향 가이드
- 슈퍼 그랑죠 - 샤먼 (데빌리우스)
- 시간 탐험대 - 투탕카멘
- 천공전기 슈라토 - 용왕 료우마, 내레이션
- 피터팬의 모험 - 체코 ,나나
- 바람의 전사 - 린표

1990년
- 마신영웅전 와타루2 - 와타리베 쿠라마 (크레머)
- 사무라이 피자 캣츠 - 카라마루
- 신비한 바다의 나디아 - 에어튼
- 아이돌 천사 요우코소 요우코 - 쿠로우도, 다이이치 , 잭슨
- 용자 엑스카이저 - 토쿠타 오사무, 내레이션

1991년
- 드래곤볼Z - 천진반 (82・84화)

1992년
- 수퍼즈간 - 오다 신타로
- 내일로 프리킥 - 우고
- 어~이!료마 - 콘도 이사미
- 원기폭발 간바루가 (로봇전사 감마) - 바나난
- 그린 레전드 란 - 치민
- 도쿄 바빌론 - 야마카와 형사
- 오즈 - 네이트

1994년
- 용자경찰 제이데커 - 미르아미고/우노/빵집아저씨/청소아줌마/개인형쓴남자 ※22화 1인5역
- 유환괴사 - 카리노 코조

1995년
- 신세기 에반게리온 - 카지 료지

1997년
- 시티헌터 TV스페셜 Good-Bye My Sweet Heart - 프로페서(무토 타케아키)
- 포켓몬스터 - 카모네기
- 학급왕 야마자키 (우리반 짱돌이) - 야마데라

1998년
- 남자는 괴로워 - 쿠루마 토라지로
- 루팡 3세 불꽃의 기억~TOKYO CRISIS〜 TV스페셜 - 마이클 스즈키, 곤도
- 맑음 때때로 뿌이뿌이 - 야마데라 코이치 (본인역)
- 우당탕탕 닥터지 - 니시키코지 하루카 (지채만), 내레이션
- 카우보이 비밥 - 스파이크 스피겔, 아인(예고편)

1999년
- 알렉산더 전기 - 다리우스 3세

2000년
- 양지의 나무 - 테즈카 료안
- 주간 스토리랜드- 노로

2001년
- 다!다!다! - 유즈히코
- 주간 스토리랜드 - 하시모토 켄타로

2002년
- 공각기동대 STAND ALONE COMPLEX - 토구사, 아오이 (웃는 남자)
- 낚시바보일지 - 하마사키 덴스케

2003년
- 갤럭시 엔젤 제3기 - 해리 대령
- 더 파이팅~Champion Road~ TV 스페셜 - 사나다 카즈키 (민시경)
- 디지캐럿뇨 - 야마쨩
- 루팡 3세 보물반환대작전!! TV스페셜 - 이반 크로코비치 (통칭 랏츠)
- SPACE PIRATE CAPTAIN HERLOCK - 하록
- 우주소년 아톰 2003 - 누마타
- 타카하시 루미코 극장 인어의 숲 - 유우타

2004년
- 공각기동대 S.A.C. 2nd GIG - 토구사
- 사무라이 참프루 - 나가미츠
- 쾌걸 조로리 - 조로리

2005년
- 명탐정 코난 - 하가 쿄스케 (385화~387화)
- 성실하게 불성실한 쾌걸 조로리 - 조로리
- 애거서 크리스티의 명탐정 푸아로와 마플 - 게일
- 제노사가 디 애니메이션 - 알베도 피아졸라, 가이난 쿠카이
- 허니와 클로버 - 로마이어 선배 (chapter.L)

2006년
- 명탐정 코난 스페셜 본청형사의 사랑이야기8 가짜웨딩 - 타이라 마사테루 (449화)
- 오! 나의 여신님 TV 시리즈 2기 : 각자의 날개 - 트루바도르 (12화)
- 창천의 권 - 카스미 켄시로

2007년
- 대 에도 로켓 - 긴지로

2008년
- 얏타맨 신시리즈 - 얏타왕 , 꼬드김 돼지, 내레이션 (야마쨩)
- 앨리슨과 리리아 - 카 베네딕트
- 스티치! 새로운 모험 - 스티치, 유우나의 아버지
- 이나즈마 일레븐 - 노벨 라이트 (9화)

2009년
- 미치코와 핫친 - 다니엘라 (11화)
- 강철의 연금술사 BROTHERHOOD - 아이작 맥두걸 (1화)
- 포케몬 불가사의 던전 하늘의 탐험가 시간과 어둠을 헤매는 최후의 모험 - 내레이션
- 이나즈마 일레븐 - 니카이도 슈고 (20~21화), 오토무라 가쿠야 (49~50화,58화（회상））
- 강의 빛 - 아버지
- 은혼 - 요시다 쇼요 (180화)
- 스티치! 장난꾸러기 에일리언의 대모험 - 스티치, 유나의 아버지

2010년
- 스티치! 언제나 최고의 친구 - 스티치, 내레이션, 유나의 아버지

2011년
- 루팡 3세 피의 각인~영원의 머메이드~ - 제니가타 경부
- 애플시드 서틴 - 브리아레오스

2012년
- LUPIN the Third -미네 후지코라는 여자- - 제니가타 경부
- 루팡 3세 동방 견문록~어나더 페이지~ - 제니가타 경부
- 소드 아트 온라인 - 카야바 야키히코
- 스티치와 모래혹성 - 스티치
- 폭풍우 치는 밤에~비밀의 친구~ - 기로, 바리, 내레이션
- 헌터 × 헌터（제2작）- 실버 조르딕

2013년
- 루팡 3세 princess of the breeze ~숨겨진 공중도시~ - 제니가타 경부
- 소드 아트 온라인 Extra Edition - 카야바 야키히코
- 우주전함야마토2199 -  아벨트 데슬러
- 은혼' - 요시다 쇼요
- 의풍당당!! 카네츠구와 케이지 - 오다 노부나가

2014년
- 감독부적격 - 감독, 그 외
- 더 파이팅 Rising - 네코타 긴파치 (2대째)
- 드래곤볼Z 신과신 특별편 - 파괴신 비루스
- 마법소녀대전 - 타케스즈메
- 포켓몬스터 XY 특별편 최강 메가진화~ACT I~ - 루이

2015년
- 원피스 - 돈키호테 로시난테

### OVA
1985년
- 메가존23 - 나카가와 신지

1987년
- 루팡 3세 풍마일족의 음모 - 경관B
- 버블검 크라이시스 - 파고

1989년
- 강식장갑 가이버 - 젤부부스
- 메가존23 파트3 - 시온
- 미드나이트 아이 고쿠우 - 검사관
- ARIEL - 오르크스 부관 데모노바
- 어셈블 인서트
- 진・마신영웅전 와타루 마신산편 - 와타리베 쿠라마
- 조상님 만만세! - 타타라 반나이
- 풍마의 코지로 - 린표
- 허무전사 미로쿠 - 핫토리 한조

1990년
- NINETEEN 19 - 카와하라 카즈야
- The팔견전 - 이누야마 도세츠
- 란마 1/2 열투가합전 - 히비키 료가, 주천향 가이드
- 마신영웅전 와타루 창계산 영웅전설 - 와타리베 쿠라마
- 행복의 모습 - 코이츠

1991년
- 데터네이터 오간 - 신도 토모루, 오간
- 인어의 숲 - 유타

1992년
- 그린 레전드 란 - 치민
- 도쿄 바빌론 - 야마카와 형사
- 란마 1/2 텐도가의 초대받지 않는 녀석들 - 히비키 료가
- 사랑이야기 9 Love Stories - 쇼이치
- OZ - 오티스 네이트

1993년
- 마신영웅전 와타루 끝없는 시간의 이야기 - 와타리베 쿠라마
- The팔견전 신장 - 이누야마 도세츠
- 오에도는 잠들 수 없다! - 키쿠노스케
- 요세기 수호전 - 하무라 료
- 운계의 미궁 ZEGUY(제가이) - 히지카타 도시조
- 인어의 상처 - 유타
- 초시공세기 오거스 02 - 매닝
- 초음전사 보그맨２-신세기2058 - 요마사 마스터

1994년
- 미즈키 시게루의 요괴화담 - 내레이션
- 란마 1/2 SPECIAL - 히비키 료가
- 와일드7 - 핫퍄쿠 (팔백)
- 유환괴사 - 카리노 코조 (장민식)
- 은하영웅전설 - 브루노 폰 실버베르히
- 일곱 도시 이야기 - 알마릭 아스발
- 컴파일러 음의 장 - 이가라시 나치
- 폭염학원 가드레스 - 치류 선배

1995년
- 란마 1/2 super - 히비키 료가
- 비경탐험대 팜&일 - 미겔
- 아이돌 방위대 허밍버드 '95 꿈의 장소에 - 야지마
- 요정희 렌 - 고
- 진·여신 전생 도쿄 묵시록 - 쿠키 타케히코
- 컴파일러 페스타 - 이가라시 나치

1996년
- 샤머닉 프린세스 - 카게츠
- 카쿠고의 스스메 - 하가쿠레 카쿠고
- 특무전대 샤인즈맨 - 야마데라 쇼고/샤인즈맨 그레이

1997년
- 배틀 아스리테스 대운동회 - CBX 캐스터

1998년
- 기갑엽병 메로우링크 - 볼프
- 뱀파이어 헌터 OVA - 자벨
- 지오 브리더스 - 이리에 쇼조
- 퀸 에메랄다스 - 오야마 토치로
- 포톤 - 파파차리노 나나단

1999년
- 더☆도라에몽즈 이상한 과자 오카시나나? - 제드라
- 최유기 - 사오정
- 태양의 배 솔비앙카 - 산초
- 하록 사가 니벨룽겐의 반지~라인의 황금~ - 하록, 오야마 토치로

2003년
- 하트 칵테일 어게인

2006년
- 공각기동대 S.A.C. Solid State Society - 토구사

2007년
- 나스 수트케이스의 철새 - 장 루이지 쵸치
- 실바니안 패밀리 - 호두 다람쥐 아빠

2010년
- 란마 1/2 악몽! 춘면향 - 히비키 료가 , P쨩

2011년
- 전장의 발큐리아 3 누군가를 위한 총창 - 다하우

2012년
- 루팡 3세 Master File - 내레이션

### 극장판 애니메이션
1986년
- 캡틴 츠바사 세계 대결전!! Jr. 월드컵 - 라몬 빅토리노

1987년
- 루팡 3세 풍마일족의 음모 - 경관B

1988년
- 기동전사 건담 역습의 샤아 - 규네이 거스

1989년
- 날아라!호빵맨 반짝반짝 별의 눈물 - 치즈
- 더 보그맨 라스트배틀 - 카치스 히타카
- 마녀 배달부 키키 - 오소노씨의 남편, 경찰, 아나운서
- 비너스 전기 - 제프
- 우주황자
- 파이브 스타 스토리 - 남자B

1990년
- 날아라!호빵맨 세균맨의 역습 - 치즈
- 초음전사 보그맨 Lovers Rain - 썬더

1991년
- 날아라!호빵맨 날아라! 날아라! 치비곤 - 치즈
- 란마 1/2 중국침혼륜대결전! 수갑풀기 격전편!! - 히비키 료가
- 월광의 피어스 유메미와 은의 장미기사단 - 마왕자

1992년
- 날아라!호빵맨 츠미키성의 비밀 - 치즈
- 달려라 메로스 - 메로스
- 란마 1/2 결전도원향! 신부를 되찾아라!! - 히비키 료가

1993년
- 날아라!호빵맨 공룡 놋시의 대모험 - 치즈
- 무사 쥬베이 - 키바가미 주베

1994년
- 날아라!호빵맨 리리컬☆매직컬 마법의 학교 - 치즈
- 다크사이드 블루스 - 엔지
- 란마 1/2　초무차별 결전！ 란마 팀 VS 전설의 봉황 - 히비키 료가

1995년
- 공각기동대 - 토구사
- 날아라!호빵맨 유령선을 해치워라!! - 치즈
- 메모리즈 그녀의 기억 - 미겔

1996년
- APOAPO 월드 자이언트 바바 90분 단판 승부 - 자이언트 바바
- 날아라!호빵맨 하늘과 그림책과 유리구두 - 치즈, 가마솥밥
- 엑스(X) 극장판 - 아리스가와 소라타

1997년
- 날아라!호빵맨 무지개의 피라미드 - 치즈 , 가마솥밥
- 신세기 에반게리온 극장판 DEATH & REBIRTH 사도신생 - 카지 료지
- 신세기 에반게리온 극장판 THE END OF EVANGELION 에어/진심을, 너에게 - 카지 료지
- 극장판 큐티하니 F ~전설의 나비에 소리없이 다가오는 악마의 손!사랑과 정의의 검으로 싸워라,하니!!~ - 로베르트

1998년
- 극장판 포켓몬스터 뮤츠의 역습 - 뮤
- 기동전함 나데시코 -The prince of darkness- - 호쿠신
- 날아라!호빵맨 손바닥을 태양에 - 치즈
- 은하철도 999 이터널 판타지 - 하록
- 짱구는 못말려 - 전격! 돼지발굽 대작전 - 바렐
- 화성여단 다나사이트 999.9 - 하록

1999년
- 날아라! 호빵맨 용기의 꽃이 필 때 - 치즈
- 환상의 포켓몬 루기아의 탄생 - 루기아

2000년
- 극장판 포켓몬스터 결정탑의 제왕 엔테이 - 데이빗
- 날아라! 호빵맨 인어 공주의 눈물 - 치즈
- 뱀파이어 헌터 D 2000 - 마이어 링크
- 알렉산더 전기 극장판 - 다리우스 3세

2001년
- 극장판 포켓몬스터 세레비 시공을 초월한 만남 - 헌터
- 날아라! 호빵맨 고미라의 별 - 치즈
- 사쿠라대전 활동사진 - 브렌트 펄롱
- 천년여우 - 열쇠남자
- 카우보이 비밥 천국의 문 - 스파이크 스피겔

2002년
- 날아라! 호빵맨 롤과 롤러의 뜬구름성의 비밀 - 치즈
- 물의 도시의 수호신 라티아스와 라티오스 - 롯시

2003년
- 극장판 포켓몬스터 어드밴스 제너레이션 칠일밤의 소원별 지라치 - 버틀러
- 날아라! 호빵맨 루비의 소원 - 치즈
- 크리스마스에 기적을 만날 확률 - 택시 운전수

2004년
- 극장판 포켓몬스터 어드밴스 제너레이션 열공의 방문자 데오키시스 - 론도박사
- 날아라! 호빵맨 꿈고양이 나라의 냐니 - 치즈
- 이노센스 - 토구사

2005년
- 극장판 포켓몬스터 어드밴스 제너레이션 뮤와 파도의 용사 루카리오 - 아론
- 날아라! 호빵맨 해피의 대모험 - 치즈
- 명탐정 코난 극장판 9기 - 수평선상의 음모 - 쿠사카 히로나리
- 폭풍우 치는 밤에 - 배리

2006년
- 극장판 포켓몬스터 어드밴스 제너레이션 포켓몬 레인저와 바다의 왕자 마나피 - 잭 워커
- 날아라! 호빵맨 생명의 별의 도리 - 치즈
- 성실하게 불성실한 쾌걸 조로리 수수께끼의 보물 대작전 - 조로리
- 아타고올은 고양이의 숲 - 히데요시
- 초극장판 개구리중사 케로로 - 조로리 (우정출연)
- 파프리카 - 오사나이 모리오

2007년
- 날아라! 호빵맨 비눗방울의 프룬 - 치즈
- 디아루가 VS 펄기아 VS 다크라이 - 알베르트 남작
- 스트레인저 무황인담 - 라로우
- 애플시드 사가 엑스마키나 - 브리아레오스 헤카톤케이레스
- 하이랜더:복수의 전사 - 마커스 옥타비우스

2008년
- GHOST IN THE SHELL 공각기동대2.0 - 토구사
- 기라티나와 하늘의 꽃다발 쉐이미 - 무겐 그레이스랜드
- 날아라! 호빵맨 요정 린 린의 비밀 - 치즈

2009년
- 날아라! 호빵맨 다단단과 쌍둥이별 - 치즈
- 짱구는 못말려 - 오타케베! 카스카베 야생왕국 - 시젠 마모루
- 아르세우스 초극의 시공으로 - 기신
- 에반게리온 신극장판:파 - 카지 료지
- 극장판 얏타맨 신얏타메카대집합! 장나감나라에서 대결전이다 코론! - 얏타메카, 내레이션※1인16역
- 우주전함 야마토 부활편 - 고다이 스스무
- 요나요나펭귄 - 대천사
- 레이튼 교수와 영원의 가희 - 피에르 스타백

2010년
- 극장판 은혼 신역홍앵편 - 요시다 쇼요, 와상, 나상
- 환영의 패왕 조로아크 - 군
- 날아라! 호빵맨 검은 코와 마법의 노래 - 치즈, 카바오, 카마메시돈
- 날아라! 호빵맨 달려라! 두근두근 호빵맨 그랑프리 - 치즈, 카바오, 카마메시돈

2011년
- 극장리믹스판 애플시드 서틴~유언~ - 브리아레오스
- 극장리믹스판 애플시드 서틴~예언~ - 브리아레오스
- 극장판 프리큐어 올스타즈 DX3 미래에 도착해라!세계를 잇는☆무지개꽃 - 블랙홀
- 공각기동대 S.A.C. SOLID STATE SOCIETY 3D - 토구사
- 극장판 포켓몬스터 베스트위시: 비크티니와 흑의 영웅 제크로무·비크티니와 백의 영웅 레시라무 - 모몬트
- 날아라! 호빵맨 구하라! 코코링과 기적의 별 - 치즈, 카바오, 블랙코코링
- 날아라! 호빵맨 노래 부르며 함께 놀아요 호빵맨과 숲속의 보물 - 치즈
- 프렌즈 : 몬스터 섬의 비밀 - 푸른요괴 군조

2012년
- 극장판 쾌걸 조로리 대・대・대・대모험! - 조로리, 조론드 론
- 극장판 포켓몬스터 베스트위시: 큐레무 VS 성검사 케르디오 - 코바르온
- 극장판 도라에몽 진구와 기적의 섬: 애니멀 어드벤처 - 샤먼
- 방과 후 미드나이터즈 - 큔스트리크
- 매직 트리하우스 - 아빠
- 모모와 다락방의 수상한 요괴들 - 카와

2013년
- 극장판 은혼 완결편 해결사여 영원하라 - 시간도둑
- 극장판 포켓몬스터 베스트위시: 신의 속도 게노세크트 뮤츠의 각성 - 붉은 게노세크트
- 날아라 호빵맨 : 날려버려! 희망의 손수건 - 명견치즈, 카바오, 카마메시돈
- 드래곤볼Z : 신들의 전쟁 - 비루스
- 루팡3세VS명탐정코난 MOVIE - 제니가타 경부
- 쇼트피스「츠쿠모」 - 남자
- 쾌걸 조로리의 공룡알을 지켜라 - 조로리

2014년
- LUPIN THE IIIRD 지겐 다이스케의 묘비 - 제니가타 경부
- 세인트 세이야 Legend of Sanctuary - 쌍둥이좌의 사가

2017년
- 극장판 포켓몬스터: 너로 정했다! - 마샤도

2018년
- 드래곤볼 슈퍼: 브로리 - 비루스

2019년
- 극장판 시티헌터: 신주쿠 프라이빗 아이즈 - 오쿠니 신지
- 루팡 3세: 더 퍼스트 - 제니가타 경부
- 극장판 포켓몬스터 뮤츠의 역습 - 뮤
- 극장판 신칸센 변형로보 신카리온: 미래에서 온 신속의 ALFA-X

2020년
- 벰 : 비컴 휴먼 - 맨스톨

2021년
- 극장판 주술회전 0
- 기동전사 건담: 섬광의 하사웨이 - 헌들리 요크산

### 극장 애니메이션
- 극장판 포켓몬스터 AG: 뮤와 파동의 용사 루카리오 (2005) - 아론 역
- 파프리카 (2006) - 오사나이 모리오 역
- 루팡 3세: 피보라의 이시카와 고에몬 (2017) - 제니가타 경부 역
- 배트맨 닌자 (2018)
- 드래곤 퀘스트: 유어 스토리 (2019) - 슬라링 역
- 니노쿠니 (2019)
- 울고 싶은 나는 고양이 가면을 쓴다 (2020) - 고양이 가게 주인 역
- 사이다처럼 말이 톡톡 솟아올라 (2020) - 후지야마 역
- 배트맨 닌자 대 야쿠자 리그 (2025) - 배트맨 역

### WEB 애니메이션
- 막말기관설 이로하니호헤토 (2006) - 사카모토 료마
- 메구미 (2008) - 요코타 시게루

### 게임
- 개조정인 슈비빅맨 3 - 타스케
- 건담 시리즈
  - 기동전사 건담 해후의 우주 - 유우·카지마
  - 기동전사 건담 기렌의 야망 지온의 계보 - 마스터·피스·레이야
  - 기동전사 건담 클라이막스 U.C. - 규네이·거스
- 겟 백커즈 탈환옥~빼앗긴 무한성~ - 카케이 쥬베에
- 공각기동대 STAND ALONE COMPLEX 사냥꾼의 영역 - 토구사
- 기갑병단 J 피닉스 - 그렌 리더
  - 기갑병단 J 피닉스 버스트택틱스 - 그렌 리더
- 대난투 스매시 브라더스 X - 뮤우
- 드래곤 퀘스트 소드 ~가면의 여왕과 거울의 탑 - 제임
- 드러그 온 드라군 - 레오나르
- 디즈니의 매직컬 파크 - 도널드 덕
- 디즈니 스포츠 : 사커 - 도널드 덕
- 란마1/2시리즈 - 히비키 료가/P쨩
  - 란마1/2 (PC엔진판) - 주천향 가이드
  - 란마1/2 사로잡힌 신부
  - 란마1/2 타도, 원조 무차별 격투류! - 주천향 가이드
  - 란마1/2 백란애가 (메가CD판)
- 로그 갤럭시 - 사막의 손톱
- 마리오 카트 아케이드 그랑프리 2 - 실황 아나운서
- 마츠모토 레이지999 - 오오야마 토치로
- 무인가 - 레이·젠론
- 브레이브펜서 무사시전 - 에드, 야쿠이닉 국왕
- BINGO PARTY PIRATES(아케이드·메달 게임) - 사회
- 사립 저스티스학원 - 카자마 다이고
- 3x3 EYES ~삼지안변성~(PC엔진판) - 서레스
- 슈퍼 로봇 대전 시리즈
  - 제2차 슈퍼 로봇 대전α - 아벨, 규네이·거스
  - 슈퍼 로봇 대전 컴플리트 박스 - 아벨, 규네이·거스
  - 슈퍼 로봇 대전α - 아벨, 규네이·거스
  - 슈퍼 로봇 대전α for Dreamcast - 아벨, 규네이·거스
  - 슈퍼 로봇 대전 A (휴대용) - 아벨, 우몬다이스케/듀크·프리드
  - 슈퍼 로봇 대전 임팩트 - 아벨, 규네이·거스, 우몬다이스케/듀크·프리드
  - 신슈퍼 로봇 대전 - 아벨, 규네이·거스
  - 슈퍼 로봇 대전 MX - 아벨, 호쿠신, 우몬다이스케/듀크·프리드
  - 슈퍼 로봇 대전 MX (휴대용) - 아벨, 호쿠신, 우몬다이스케/듀크·프리드
  - 슈퍼 로봇 대전 Z - 아벨, 우몬다이스케/듀크·프리드
- 스트리트 파이터 ZERO3 - 코디, 마이크·바이슨, 내레이션
- 신세기 에반게리온 시리즈 - 카지 료지
  - 신세기 에반게리온 강철의 걸프렌드
  - 신세기 에반게리온 강철의 걸프렌드 특별편
  - 신세기 에반게리온 에바와 유쾌한 동료들
  - 신세기 에반게리온 (N64)
  - 신세기 에반게리온 2
  - 신세기 에반게리온 2 만들어진 세계 -another cases-
  - 시크릿 오브 에반게리온
  - 시크릿 오브 에반게리온 (휴대용)
- 쌍계의 - 가부 카나메
- OUTLIVE Be Eliminate Yesterday - 아이=노덴스
- Another Century's Episode 3 THE FINAL - 호쿠신 , 규네이·거스
- 에메랄드 드래곤 (PC엔진판) - 야만
- SD 건담 G제너레이션 시리즈 - 규네이·거스, 마스터·피스·레이야, 조슈·오프쇼
- 용과 같이 4 전설을 잇는 자 - 아키야마 슌
- 용과같이 오브 디 엔드 - 아키야마 슌
- 우주전함 야마토 시리즈 - 고다이 스스무
  - 우주 전함 야마토 머나먼 별 이스칸달
  - 우주 전함 야마토 이스칸달에의 추억
  - 우주 전함 야마토 암흑 성단 제국의 역습
  - 우주 전함 야마토 이중 은하의 붕괴
  - 안녕 우주 전함 야마토
- 오! 나의 여신님 - 트루바도르
- 제노사가 시리즈 - 알베도·피아졸라, 가이난·쿠카이
  - 제노사가 에피소드 I ~힘으로의 의지
  - 제노사가 프릭스
  - 제노사가 에피소드 II ~선악의 피안
  - 제노사가 I·II
  - 제노사가 에피소드 III ~차라투스트라는 이렇게 말했다
- 천외마경 시리즈
  - 천외마경 풍운가부키전 - 만월의 운기에, 모스필 제사장
  - 천외마경 제4묵시록 - 카몬, 광락의 스컬비트
- 카우보이 비밥 ~추억의 야곡 - 스파이크·스피겔
- 카쿠고의 스스메 - 하가쿠레 카쿠고
- 캐리어 - 잭·이글패더
- 캐서린 - 빈센트
- CAPCOM VS SNK 시리즈 - 마이크·바이슨
- 쾌걸 조로리: 노려라!장난 왕 - 조로리
- 킹덤하츠 시리즈
  - 킹덤하츠 - 도널드 덕, 지니, 야수, 세바스찬, 무슈
  - 킹덤하츠 체인 오브 메모리즈 - 도널드 덕, 지니, 야수,
  - 킹덤하츠 Re:체인 오브 메모리즈 - 도널드 덕, 지니, 야수, 무슈
  - 킹덤하츠 II - 도널드 덕, 지니, 야수, 세바스찬, 무슈, 스티치
- 테일즈 오브 시리즈
  - 테일즈 오브 데스티니 - 조니·시덴, 바티스타·디에고（PS판）
  - 테일즈 오브 더 월드 나리키리던전3 - 죠니·시덴
- 트론의 꼬붕 - 시탓파
- 파이널 판타지 시리즈
  - 파이널 판타지 IV - 카인·하이윈드
  - 디시디아 012 파이널 판타지 - 카인 하이윈드
- pop'n music 디즈니튠즈 - 도널드 덕
- 해리포터와 비밀의 방 -질데로이 록하트
- 힘내라!게임 천국 - 포크

### 더빙

#### 해외 영화
- 게리 올드먼
  - 제5원소 - 조그
  - 레옹 - 스탠스 필드
  - 로미오 이즈 블리딩 - 잭 그리말디
  - 일급 살인 - 워든 글렌
- 니컬러스 로
  - 피라미드의 공포 – 셜록 홈즈
- 니컬러스 케이지
  - 라스베이거스를 떠나며 - 벤 샌더슨
  - 더 록 - 스탠리 굿스피드
- 대니얼 스턴
  - 나 홀로 집에 2 - 마브 머챈츠
- 더그 허치슨
  - 그린 마일 – 퍼시
- 더스틴 호프먼
  - 투씨 – 마이클 도어시
- 데이먼 웨이언스
  - 마지막 보이 스카우트 - 지미 딕스
- 덴절 워싱턴
  - 크림슨 타이드 - 론 헌터
  - 말콤 X - 말콤 X
  - 허리케인 카터 - 루빈 허리케인 카터
  - 블루 데블 - 이지 로린스
  - 자유의 절규 - 스티브 비코
- 딕 밴 디키
  - 메리 포핀스 - 버트
- 로런스 피시번
  - 어제 오늘 그리고 내일 - 아이크 터너
- 로버트 다우니 주니어
  - 에어 아메리카 - 빌리
  - 채플린 – 찰리 채플린
- 로버트 레드퍼드
  - 스팅 – 조니 후커
- 로베르토 베니니
  - 인생은 아름다워 – 귀도
- 로빈 윌리엄스
  - 아버지의 날 – 데일
  - 플러버 - 필립 브레이너드 교수
  - 잭 - 잭 포웰
  - 미세스 다웃파이어 - 다니엘/미세스 다웃파이어
- 리처드 기어
  - 귀여운 여인 - 에드워드 루이스
- 리처드 드레이퍼스
  - 미지와의 조우 - 로이 네리
- 릭 모러니스
  - 나의 푸른 하늘 – 바니 쿠퍼스미스
  - 우리 아빠 야호 – 네이선
- 마이크 마이어스
  - 오스틴 파워 제로 - 오스틴 파워스/닥터 이블
  - 오스틴 파워 2 나를 쫓아온 스파이 - 오스틴 파워스/닥터 이블/팻 바스타드
  - 오스틴 파워:3 골드멤버 - 오스틴 파워스/닥터 이블/골드멤버/팻 바스타드
- 마이클 무어
  - 볼링 포 콜럼바인 – 마이클 무어
- 마이클 J. 폭스
  - 백 투 더 퓨쳐 - 마티 맥플라이
  - 백 투 더 퓨쳐2 - 마티 맥플라이
  - 백 투 더 퓨쳐3 - 마티 맥플라이
  - 할리우드 의사 – 벤저민 스톤
  - 코 끝에 걸린 사나이 - 닉 랭
  - 나의 성공의 비밀 – 브랜틀리 포스터/칼튼 휘트필드
  - 스타 만들기 - 마이클 채프먼
- 마이클 제터
  - 피셔 킹
- 마이클 키턴
  - 배트맨 - 배트맨/브루스 웨인
  - 배트맨 2 - 배트맨/브루스 웨인
  - 겅호 - 헌트 스티븐슨
  - 재키 브라운 – 레이
- 마이클 파레
  - 필라델피아 특명 – 데이비드
- 마틴 로런스
  - 나쁜 녀석들 - 마커스 버
  - 나쁜 녀석들 2 - 마커스 버
  - 내셔널 시큐리티 - 얼 몽고메리
- 마틴 숏
  - 캡틴 론 – 마틴 하비
- 매슈 매코너헤이
  - 타임 투 킬 - (제이크 (DVD edition) (Jake Brigance)
  - U-571 - 앤드루 테일러 중위
- 매슈 모딘
  - 멤피스 벨 – 데니스 디어본
  - 퍼시픽 하이츠 - 드레이크 굿맨
- 멜 깁슨
  - 브레이브하트 - 윌리엄 월리스
  - 컨스피러시
- 맷 딜런
  - 오버 디 에지 – 리치 화이트
  - 뷰티풀 걸 – 토미“버드맨”로랜드
  - 미스터 원더풀 – 거스
- 맷 플레워
  - 컴퓨터 인간 맥스 – 맥스 헤드룸
- 발 킬머
  - 사랑이 머무는 풍경 - 버질 버그 애덤슨
  - 도어즈 - 짐 모리슨
- 벤 스틸러
  - 피구의 제왕 - 화이트 굿맨
- 벤 애플렉
  - 썸 오브 올 피어스 - 잭 라이언
- 빌 캠벨
  - 인간 로켓티어 - 클리프 씨코드
- 빌리 제인
  - 타이타닉 - 칼 헉슬리
- 브래드 피트
  - 벤자민 버튼의 시간은 거꾸로 간다 - 벤자민 버튼
  - 파이트 클럽 - 테일러 더든
  - 바스터즈: 거친 녀석들 - 엘도 레인 중위
  - 칼리포니아 - 얼리 그레이스
  - 티벳에서의 7년 - 하인리히 하러
  - 스파이 게임 - 톰
  - 트로이 - 아킬레우스
  - 맥시칸 - 제리 웰바크
  - 미스터&미세스 스미스 - 존 스미스
- 브루스 그린우드
  - 레이싱 스트라이프스 - 놀런 월시
  - D-13 - 존 F. 케네디
- 브루스 윌리스
  - 펄프 픽션 - 버치 쿨리즈
- 빈센트 스파노
  - 여자를 쫓는 남자 – 보리스
- 새뮤얼 L. 잭슨
  - 언브레이커블 - 일라이자 프라이스
- 스티브 구텐버그
  - 세 남자와 아기 2 – 마이클
- 스티브 부세미
  - 샬롯의 거미줄 – 템플턴
  - 스파이 키드 2 - 잃어버린 꿈들의 섬 - 로메로
  - 스파이 키드 3 - 게임 오버 – 로메로
- 스티븐 웨버
  - 위험한 독신녀 – 샘
- 아세니오 홀
  - 구혼 작전
- 알 파치노
  - 대부 - 돈 마이클 콜레오네
  - 대부2 - 돈 마이클 콜레오네
- 앨릭 볼드윈
  - 헤븐스 프리즈너 데이브
  - 키스의 전주곡 - 피터 호스킨스
- 량차오웨이
  - 첩혈쌍웅 2 첩혈속집 – 아량
  - 적벽대전1부:거대한전쟁의시작 – 주유
  - 적벽대전 2부:최후의 결전 – 주유
- 앤드루 매카시
  - 베니의 주말 – 래리 윌슨
- 앤드루 스티븐스
  - 공포의 눈동자
- 앤디 가르시아
  - 죽음의 백색 테러단
- 에디 머피
  - 48시간
  - 비버리 힐스 캅 - 엑셀
  - 비버리 힐스 캅2 - 엑셀
  - 비버리 힐스 캅3 - 엑셀
  - 부메랑 - 마커스 그레엄
  - 제이제이 - 토머스 존슨
  - 닥터 두리틀 - 닥터 존 두리틀
  - 닥터 두리틀2 - 닥터 존 두리틀
  - 드림걸즈 - -제임스 선더 얼리
  - 할렘 나이트 – 퀵
  - 너티 프로페서
  - 너티 프로페서2
  - 대역전 – 빌리
  - 골든 차일드 – 챈들러
  - 구혼 작전 - 아킴 왕자
  - 쇼타임 - 트레이 셀라스
  - 아이 스파이 – 켈리
  - 대디 데이 케어 – 찰스 찰리 힌톤
  - 헌티드 맨션 - 짐 에버스
  - 노르빗 - 노르빗 알버트 라이스
  - 메트로 - 스콧 로퍼
- 에릭 보고지언
  - 언더 씨즈 2 - 드래비스 데인
- 에릭 스톨츠
  - 플라이 2 - 마틴 브런들
- 에밀리오 에스테베스
  - 영 건 2 - 빌리 더 키드
- 우디 해럴슨
  - 머니 트레인 – 찰리
- 워런 비티
  - 불워스 - 제이 빌링턴 불워스
- 웨슬리 스나이프스
  - 더 팬 - 바비 레이번
  - 메이저 리그 - 윌리 메이스 헤이스
  - 떠오르는 태양 – 웹스터 웹 스미스 중위
  - 뉴 잭 시티 - 니노 브라운
  - 패신저 57 - 존 커터
  - 덩크슛 – 시드니 시드 딘
- 윌 스미스
  - 인디펜던스 데이 - 스티븐 스티브 힐러
  - 아이, 로봇 - 델 스프너 형사
  - 나는 전설이다 - 로버트 네빌
- 윌 패럴
  - 그녀는 요술쟁이 - 잭 와이엇/대린
  - 스트레인저 댄 픽션 - 해럴드 크릭
- 류더화
  - 사해교룡
- 이수현
  - 폴리스맨 2
- 장클로드 반 담
  - 유니버셜 솔저 - 룩 데브로
  - 더블 팀 - 잭 퀸
  - 맥시멈 리스크 - 알랭 몬로/마카일 수버로브
  - 서든 데쓰 - 대런 매코드
  - 타임캅 - 워커
  - 탈주자 - 샘 길런
  - 더블 반담 – 알렉스 와그너, 채드 와그너
  - 리플리컨트 – 에드워드
  - 인페르노 – 에디 로맥스
  - 넉 오프 – 마커스 레이
  - 리전에어 - 알랑 르페브르
- 장위건
  - 쿵푸축구
- 제리 플레처
  - 매드 맥스 2 - 매드 맥스 로카탄스키
- 조시 찰스
  - 죽은 시인의 사회 - 녹스 오버스트리트
- 조지 샤키리스
  - 웨스트 사이드 스토리 – 베르나르도
- 조지 클루니
  - 어느 멋진 날 - 잭 테일러
  - 솔라리스 - 크리스 켈빈
- 존 글러버
  - 그렘린 2 - 뉴욕 대소동 - 다니엘 클램프 역
- 존 말코비치
  - 잔 다르크 – 샤를 7세
- 존 큐잭
  - 그리프터스 – 로이 딜런
- 존 트래볼타
  - 마이키 이야기 - 제임스
  - 마이키 이야기 2 - 제임스
  - 마이키 이야기 3 - 제임스
  - 헤어스프레이 - 에드나 턴블레이드
- 존 허드
  - 캣 피플 - 올리버
  - 행복했던 여자 – 잭
- 저우싱츠
  - 소림축구 – 강철다리 싱
  - 쿵푸 허슬 – 싱
  - CJ7 장강7호 – 아버지
- 짐 캐리
  - 덤 앤 더머 - 로이드 크리스마스
  - 마스크 - 스탠리 입키스/마스크
  - 라이어 라이어 - 플레처 리드
  - 짐 캐리의 맨 온 더 문 - 앤디 카우프만
  - 그린치 - 그린치
  - 브루스 올마이티 - 브루스 놀란
  - 레모니 스니켓의 위험한 대결 - 올라프 백작
  - 뻔뻔한 딕 & 제인 - 딕 하퍼
  - 예스 맨 - 칼 앨런
  - 크리스마스 캐럴 - 스크루지/ 과거 및 현재, 미래의 혼령
  - 수퍼 소닉 3 - 닥터 로보트닉 / 제럴드 로보트닉
- 찰리 신
  - 어라이벌 - 제인 자민스키
  - 터미널 스피드 - 리처드 디치 브로드
  - 삼총사 - 아라미스
  - 월 스트리트 - 버드 폭스
  - 시한폭탄 같은 남자 - 잭 하몬드
  - 어둠 속의 영웅 - 댄 색슨
  - 라이더의 처형 - 제이크 키지
  - 못말리는 비행사 - 토퍼 할리
  - 못말리는 람보 - 토퍼 할리
  - 후계자 - 데이비드 애커먼
  - 언더 프레셔 - 라일 윌더
- 칼 어번
  - 반지의 제왕 2:두 개의 탑 - 에오메르
  - 반지의 제왕 3:왕의 귀환 - 에오메르
- 캠벨 스콧
  - 사랑을 위하여 - 빅터 게디스
- 케빈 코스트너
  - 언터쳐블 - 엘리엇 네스
- 쿠바 구딩 주니어
  - 제리 맥과이어 - 로드 티드웰
- 크리스 터커
  - 제5원소 - 루비 로드
  - 머니 토크 - 프랭클린 해쳇
  - 러시 아워 - 제임스 카터
  - 러시 아워2 - 제임스 카터
  - 러시 아워3 - 제임스 카터
- 크리스천 슬레이터
  - 트루 로맨스 - 클래런스 워리
- 크리스토퍼 램버트
  - 타잔:크리스토퍼 램버트 편 - 존 클레이턴/타잔
- 클라이브 오언
  - 클로저 - 래리
- 키아누 리브스
  - 구름 속의 산책 - 폴 슈턴
  - 체인 리액션 - 에디 카살리비치
  - 스피드 - 잭 트래븐
- 톰 크루즈
  - 7월 4일생 - 론 코빅
  - 제리 맥과이어 - 제리 맥과이어
  - 매그놀리아 - 프랭크 T.J. 매케이
  - 레인 맨 - 찰리 배빗
- 톰 행크스
  - 아폴로13 - 짐 러벨
  - 유령 마을 – 레이 피터슨
  - 포레스트 검프 - 포레스트 검프
  - 라이언 일병 구하기 - 존 밀러 대위
  - 시애틀의 잠 못 이루는 밤 - 샘 볼드윈
  - 댓 씽 유 두 – Mr.화이트
  - 터너와 후치 – 스콧 터너
- 티머시 돌턴
  - 007 살인 면허 – 제임스 본드
- 티모시 댈리
  - 센트리 스톰 – 마이크 앤더슨
- 파올로 카리니
  - 로마의 휴일 – 마리오
- 피터 오툴
  - 천지창조 - 3인의 천사들
  - 아라비아의 로렌스 – 토머스 에드워드 로렌스
- 해리슨 포드
  - 스타 워즈 에피소드 5:제국의 역습 - 한 솔로
- 휴 잭맨
  - 반 헬싱 - 반 헬싱

#### 해외 드라마
- 다크 엔젤 - 마이클 웨더리 (로건 케일/아이스 온리 역
- 더 플래시 – 플래시
- 매드멘 - 존 햄 (돈 드레이퍼 역)

#### 애니메이션
- 공룡 대행진
- 딱따구리 - 딱따구리
- 덕테일즈 - 도날드 덕 , 버거비글 , 비밥비글 , 내레이션
- 동키 콩 - 동키 콩
- 디즈니 삼총사 - 도널드 덕
- 미키 마우스 워크-도널드 덕
- 로봇 - 펜더
- 로저래빗쇼트 - 로저래빗
- 릴로 & 스티치 - 스티치
  - 스티치! 더 무비 - 스티치
  - 릴로 & 스티치 더 시리즈 - 스티치
  - 릴로 & 스티치 2 - 스티치
  - 리로이 & 스티치 - 스티치 , 리로이
- 링컨이야기 - 링컨(청년시대)
- 마다가스카 2 - 모토모토
- 마스크 애니메이션시리즈 - 스탠리 입키스/마스크
- 뮬란 - 무슈
  - 뮬란 2 - 무슈
- 미녀와 야수 - 야수
  - 미녀와 야수: 마법에 걸린 크리스마스 - 야수
  - 벨과 마법의 성 - 야수
- 배트맨 - 내레이션
- 101마리 강아지 2 : 패치의 런던 대모험 - 썬더볼트
- 보물성 - 벤
- 뽀빠이의 대모험 - 뽀빠이
- 3인의 기사 - 도널드 덕
- 미키의 클럽하우스-해설,도널드 덕
- 라이온 킹 3-도널드 덕,지니
- 서핑 업 - 레지 벨라폰트
- 슈렉 시리즈 - 동키
  - 슈렉
  - 슈렉2
  - 슈렉3
- 슈퍼배드 - 벡터
- 신데렐라 - 잭
  - 신데렐라2 - 잭
  - 신데렐라3 - 잭
- 심슨 가족
- 아스트로 보이 - 아톰의 귀환 - 오린
- 아이스 에이지시리즈 - 매니
  - 아이스 에이지
  - 아이스 에이지 2
  - 아이스 에이지 3
  - 아이스 에이지 4
  - 아이스 에이지 5
- 알라딘 - 지니
  - 자파의 귀환 - 지니
  - 알라딘과 도적의 왕 - 지니
- 어머! 물고기가 됐어요 - 맥크릴 박사
- X-MEN - 사이크롭스
- 원더풀 데이즈 - 수하
- 인어 공주 - 세바스찬
  - 인어 공주 2 - 세바스찬
  - 인어 공주 3 - 세바스찬
- 칩과 데일의 대작전 - 데일
- 타이니 툰즈 - 플러키 덕
- 하우스 오브 마우스 - 도널드 덕,마이크,무슈,지니,야수,세바스찬,보일러

### 특수촬영
- 누가 로저 래빗을 모함했나 - 로저래빗役목소리더빙
- 울트라맨 그레이트 - 로이드 와일더 부대장役 목소리더빙
- 폭룡전대 아바레인저 - 하마사키 덴스케의 목소리출연 (26화)

### TV 드라마
- 강아지의 왈츠 - 이마이 카츠유키
- 료마가 간다 - 내레이션
- 미니모니。와 브레멘의 음악 - 쿠리무라 아리히토 (치요노의 아버지)
- 블루 혹은 블루 - 미도리카와 카즈오
- 사슴남자 - 사슴 (목소리출연)
- 사이코 닥터 - 리키이시
- 샹하이 태풍
- 소방대원 코마치 - 히가시
- 아첨하는 남자 - 마츠나가 신야 , 내레이션
- 암호는 용기 - 케노 토모미츠
- 키테레츠 대백과 - 키테 에이스케 (키테레츠의 아버지)
- 토토의 세계-최후의 야생화- - 미야가키 편집장

### 영화
- 고질라 시리즈
  - 고질라×메가기라스 G소멸 작전 - 야마쨩
  - 고질라·모스라·킹기드라대괴수 총공격 - TV프로듀서
  - 고질라 FINAL WARS - 내레이션
- 극장판 TRICK 영능력자 배틀로얄 - 버스차장
- 다치구이시 열전 - 내레이션
- The 우쵸텐 호텔 - 집오리 다브다브 (목소리출연)
- 모두의 집 - 아오누마 키쿠마
- 얏타맨 - 내레이션 , 얏타왕 , 얏타킹(목소리출연)/유원지 종업원(특별출연)
- 원더풀 월드 - 키자키 쥰이치로
- 20세기 소년
  - 제2장 최후의 희망 - 콘치 (이마노 유이치)
  - 최종장 우리들의 깃발 - 콘치 (이마노 유이치)
- 토킹 헤드 - 오오츠카 (목소리출연)
- 히토리마케
- 봄은 온다 - 내레이션 (다큐멘터리)
- 신 울트라맨

### 버라이어티 프로그램
- 오하스타 (TV도쿄) - 메인 사회
- 모노마네 배틀 (니혼TV) - MC / 직접 배틀에 참가하기도 함.
- 쉘위댄스?〜올스타 사교댄스 선수권〜 (니혼TV) - 제2시리즈 우승
- SmaSTATION!! (TV아사히) - 게스트 출연
- 다운타운DX (요미우리TV) - 게스트 출연
- 다운타운 세븐 (TBSTV) - 게스트 출연
- 타케시・토코로의 화풍이 왔다! (TV아사히) - 사회
- 강철의 연금술사 스페셜방송「강철의 연금술사」철저해명！！～현자의 돌을 찾아서～（2003년 10월 2일）- 사회
- 라이온의 안녕하세요 - 게스트 출연
- 애니메기가 (NHK-BS2) (2007년 2월 28일) - 제1회 게스트
- 웃어도 좋아!（후지TV）（2007년 7월 10일) - 「텔레폰 쇼킹」 게스트
- 프로킹（후지TV）「성우에게 물어본 굉장해라고 생각하는 성우는?」(2007년 10월 15일) - 1위 인터뷰 VTR
- 나오토 타케나카 P.S.45（BS 후지）（2007년 10월 26일) - 제41회 게스트
- 애니맥스10주년기념 특별방송「텔레비전 애니메45년사 어째서 애니메는 재미있어!?」 - 사회
- 사상 최대의 쇼핑 쇼（BS 후지）- 사회
- 미래창조단 (니혼TV) (2008년 5월 9일) - 「턴테이블」 게스트 출연
- RC dock（BS 후지）- 네비게이터
- 폭소 레드카펫 (후지TV) - 게스트 출연
- 하나마루마켓 - 「하나마루 카페」 게스트 출연

### 라디오
- 야마데라 고이치의 갭 시스템
- BAY LINE 7300（bayfm）
- 재팬 댄스 스크램블（bayfm）
- 재팬 렌털 리그 핫30（bayfm）
- 오하-오하 나이트 (닛폰방송)
- 하이퍼나이트 월요일 (KBS교토)
- 바즈카야마데라 노래왕 다이너마이트!!（TBS라디오)

#### 라디오 드라마
- 에메랄드 드래곤（문화방송）- 야만
- 오즈 (NHK FM) - 오티스 네이트

### 드라마 CD
- 검은 튤립 시리즈 - Dr.하치마키
  - 검은 튤립
  - 검은 튤립~사랑의 노예시사회~
- 나의 로미오 나의 줄리엣
- 데터네이터 오간 - 토모루
- 또 한사람의 마리오네트 - 진 마사유키
- 마신영웅전 와타루 - 와타리베 쿠라마
- 몬스터 메이커
- 뮤츠의 탄생 - 뮤
- 바람색의 조곡 시리즈 - 천지왕 진
  - 바람색의 조곡 제2악장 봄의 목소리
  - 바람색의 조곡 제2악장 아기 코끼리의 행진
  - 바람색의 조곡 제2악장 대지의 노래
- 부르봉의 봉인 - 아드리안 모리스 , 내레이션
- 사쿠야×아야세 시리즈 ~표적~ - 아야세
- 서양골동양과자점 - 타치바나 케이이치로
- 속공생도회 - 오오타니 코이치
- 수신영웅전 와타라이거
- 스티그마 - 스토크
- 아프리카의 다이아몬드
- 앨리슨과 리리아 드라마CD I ~앨리슨과 빌 Another Story~ - 카 베네딕트
- X CHARACTER FILE1 YUZURIHA & SORATA - 아리스가와 소라타
- 왕도요기담 시리즈 - 후지와라 마사유키
  - 왕도요기담
  - 왕도요기담~요성~＜전편＞
  - 왕도요기담~요성~＜후편＞
- 원수문서 - 무라카미 시즈마
- 유성 왕자 토미
- 20면상에게 부탁해!! 시리즈 - 아케치 시게타카
  - 20면상에게 부탁해!! SHINING STAR
  - 20면상에게 부탁해!! 사랑만큼 멋진 뮤지컬은 없어
- 이즈미 환전기 - 키사라기 시로우
- 제노사가 아우터 파일 - 가이난 쿠카이
  - 제노사가 아우터 파일 01
  - 제노사가 아우터 파일 03
- 제인 시리즈- 라시드 C. 잭스
  - 제인～오펠리아 나이트 ～
  - 제인 언오피셜 미션 2
- 초음전사 보그맨 A Mid Summer's Night Dream - 더스트 지드
- 최유기 - 사오정
  - 최유기１
  - 최유기２
  - 최유기 OST (드라마 트랙)
- 캡틴 츠바사 세계 대결! Jr. 월드컵 OST (드라마 트랙) - 라몬 빅토리노
- 컴파일러 시리즈- 이가라시 나치
  - COMPILER
  - ASSEMBLER
  - INTERPRETER
- 콤비네이션 - 하시바 시게미츠
  - COMBINATION
  - COMBINATION F(A/U)N BOOK SPECIAL CD EDITION
- 특무전사 샤인즈맨 - 야마데라 쇼고
- 포톤 - 파파차리노 나나단
  - 포톤 「의 드라마 그 1」
  - 포톤 「의 드라마 그 2」
- 행복은 이런 식으로 다가온다 - 츠츠미 케이지

### CD
- GAP SYSTEM 시리즈
  - 山寺宏一　GAP SYSTEM 時代の申し子
  - 山寺宏一　GAP SYSTEM 2
  - 山寺宏一　GAP SYSTEM3　ツボをおさえた男
  - SUPER GAP SYSTEM　快適な世紀末
  - GAP SYSTEM Super Light
  - GAP SYSTEM MENTHOL
  - SUPER GAP SYSTEM　うしろめたい気持ち
- かないみか,山寺宏一 - radio (1993년 9월 21일)

#### 앨범
- BANANA FRITTERS
  - バナナフリッターズ
  - バナナフリッターズII～きらめく海を越えて～
  - バナナフリッターズⅢ
  - BANANA SENSATION
  - CLAIR DE LUNE Vol.1
  - CLAIR DE LUNE Vol.2
  - CLAIR DE LUNE Vol.3
  - BANANA BEST SELECTION
  - バナナフリッターズ　ミニベスト
- 1992년 12월 16일 - BREATH
- 1998년 11월 26일 - CUBE/9（キュウブンノキュウブ）
- 2000년 2월 19일 - おはスタベスト～Vol.1～
- 2000년 3월 16일 - おはスタベスト～Vol.2～
- 2000년 12월 16일 - ミレニアム シリーズ タイムカプセル Vol.10～Eternal Songs～/山寺宏一
- 2008년 6월 25일 - ドロンボー伝説'08

Track 4. ドロンボーのなげき唄 '08 (なげきブタ 役)
- 2009년 2월 11일 - KODOMODE~Kids Songs Collection~

Track 10. ハッスル(핫슬) / 山寺宏一(쾌걸 조로리)
- 알라딘 트랙(일본어)

#### SINGLE
- BANANA FRITTERS
  - 今夜はバッチグー/ピカピカマーチ
  - プラトニックじゃ我慢できない
  - INTERACTIVE COMMUNICATION
- 1990년 8월 22일 - フューチャーランド・スパークリング・アーチスト・シリーズ9 / GLORY DAYS
- 1991년 12월 21일 - My Dear Girl
- 1996년 2월 21일 - つかれた
- 1998년 3월 21일 - ジャバジャバモーニング/OHA OHA スターター (やまちゃん&レイモンド)
- 2000년 2월 19일 - ウタウ (featuring下町兄弟)
- 2004년 3월 24일 - ハッスル（「かいけつゾロリ」 OP.)
- 2005년 4월 22일 - あじゃぱー（「まじめにふまじめ かいけつゾロリ 」OP. - 山寺宏一,愛河里花子,くまいもとこ,玉川紗己子
- 2006년 5월 26일 - ゼッコ-チョ-!（「まじめにふまじめ かいけつゾロリ 」2nd OP. - 山寺宏一,愛河里花子,くまいもとこ)

### 내레이션
- 미래창조단 (니혼TV)
- 팝잼 (NHK)
- D의 극장 〜운명의 심판〜 (후지TV)
- Hollywood Express (WOWOW)
- 기적의 지구 이야기~근미래창조 사이언스 (TV아사히)

#### CM
- 하우스식품/코쿠마로 카레 - 아버지役 / 내레이션
- 도요타 자동차 - 내레이션
- 코~와 - 직접출연 / 내레이션

### 무대
- 트릭스타 작품
  - 1990년 『천국으로부터 온 배트맨』
  - 1991년 『THE. 신센구미』초조한 우리들에게…언젠가 록큰롤 - 히지카타 토시조 역
  - 1993년 『FIRST・STEP』한번 더 걷기 시작하기 위해 - 토야마 타케루 역
  - 1993년 『트릭스타 가을의 제전』
  - 1994년 『THE DOOR』열어 보지 않겠는가…용기를 내어… - 모모이 타로 역
- 1992년 『The Star Spangled Girl』 - 앤디 역
- 1995년 『꿈도둑 이시카와 고에몬』 - 토쿠 역
- 1996년 『해피라이드』（81드라마틱 컴퍼니）
- 2000년 『렛・잇・비 〜Let it be〜』（WAKU프로듀스）
- 2005년 『12인의 상냥한 일본인』（PARCO 프로듀스 공연, 작・연출：미타니 코오키）- 배심원12호 역
- 2007년 코사카이 카즈키&야마데라 코이치LIVE 『부정기라이브맨★코믹군!!～もじゃメガネ君登場!～』
- 2007년 『LOVE LETTERS』 야마데라 코이치 ＆ 크리스 토모코
- 2007년 『LOVE 30 ～여자와 남자와 이야기～』(PARCO프로듀스)
- 2009년 『작자를 재촉하는 여섯 명의 주인공들』- 작가 역
- 2009년 『returns』- 내레이션
- 2009년 음악낭독극『Hypnagogia』- 피아니스트 역
- 2010년 극단키시노구미1990프로젝트공연『모리노이시마츠 외전4～누군가가 누군가를 노리고있어～』- 오프닝게스트출연
- 2011년 Sound Theatre『HYPNAGOGIA』- 피아니스트 역
- 2012년 Sound Theatre『MERMAID BLOOD』
- 2012년 Sound Theatre『Cross Road~악마의 바이올리니스트~』 - 집사 알망드
- 2014년 Sound Theatre『THANATOS』 - 데이빗 스웨인

### 인형극
- 연속인형활극 신・삼총사（2009년, NHK교육）- 아토스외
- 셜록 홈즈 (2014년, NHK) - 셜록 홈즈

## 서적
- 山寺宏一のだから声優やめられない！(2000년 10월 26일)
- やまちゃんの語ってくだけろ！－山寺宏一対談集－(2002년 10월 4일)
- とり・みきの映画吹替王 - 토리 미키&야마데라 코이치의 대담수록 (2004년 8월 1일)
- 쾌걸 조로리 꿈의 허슬 가요쇼（CD포함 그림책）- 수록된 CD의 조로리 역 (2006년 7월)
- WALKING TOUR（CD付き絵本）（絵・文/sapara 音楽/黒石ひとみ) - CD에 수록되어있는 플래시애니메이션의 내레이션 (2006년 9월)